# Urke Nachalnik
Icek Boruch Farbarowicz , ps. literacki Urke Nachalnik (ur. w czerwcu 1897 w Wiźnie nad Narwią, zm. 11 listopada 1939 w Otwocku) – żydowsko-polski przedwojenny autor kryminałów.

## Życiorys
Pochodził z rodziny żydowskiej. Był synem młynarza. Matka chciała, aby został rabinem. W 1910 r. był uczniem jesziwy w Łomży, od 1911 do 1913 – jesziwy w Bychowie nad Dnieprem. Przez większość swojego życia był przestępcą, o ksywie (złodziejskim pseudonimie) Nachalnik. Ksywę „Urke” wybrał sam.
W 1932 ożenił się z Sarą, pielęgniarką z żydowskiego szpitala w Wilnie. Małżonkowie Farbarowicz z Wilna przeprowadzili się do Otwocka. Zamieszkali w domu przy ul. Matejki 1, gdzie w 1933 przyszedł na świat ich syn – Szmul.
W 1937 Farbarowiczowie przeprowadzili się do pensjonatu Radonińskich przy ul. Warszawskiej 37, sąsiadującego z otwocką synagogą Goldbergów. Tutaj zastał ich wybuch II wojny światowej.
W październiku 1939 wraz z sąsiadem Gerszonem Radonińskim wynieśli z płonącej synagogi po dwa zwoje Tory i zakopali je w śródborowskim lesie. Doniesiono na nich i wkrótce potem zostali ujęci przez Niemców. Do tej dwójki komendant otwockiego gestapo Walter Schlicht dokooptował szwagra Calela Perechodnika – Wolfa Nusfelda, na którego także doniesiono, że zakopywał skrzynki z dynamitem. Całą trójkę w dniu 11 listopada 1939 wyprowadzono do lasu w Śródborowie, kazano wykopać groby i rozstrzelano. Rodzinom straconych pozwolono ekshumować zwłoki i pochować je prawdopodobnie na kirkucie w Anielinie. Był to jedyny taki przypadek podczas okupacji niemieckiej w Otwocku. Mimo to do dzisiaj nie ustalono, w którym dokładnie miejscu spoczął Urke Nachalnik. Nieznane są dalsze losy żony Nachalnika Sary Farbarowicz i ich syna Szmula.

## Kariera literacka
Twórczość literacka Icka Farbarowicza rozpoczęła się w więzieniu. Przebywał w nim kilkanaście lat. Czytał tam dzieła wybitnych pisarzy i uczył się języka polskiego.
Pierwsze wiersze opublikował w „Głosie Więźnia”, czyli periodyku dzisiejszego aresztu śledczego przy ul. Rakowieckiej w Warszawie. W 1920 r. postanowił wysłać do Wydawnictwa Rój, prowadzonego przez Melchiora Wańkowicza, maszynopis swojej pierwszej powieści Miłość przestępcy. Wańkowicz nie był zachwycony dziełem, namówił jednak Nachalnika do napisania autobiografii.
W roku 1933 ukazała się jego książka pt. Życiorys własny przestępcy, która jednak nie zyskała wówczas wielkiego rozgłosu. Urke Nachalnik pisywał też w tym okresie krótkie opowiadania w języku jidysz, które były publikowane w żydowskich gazetach w Stanach Zjednoczonych.
Po wyjściu z więzienia w wieku 35 lat Urke Nachalnik postanowił związać się na stałe z literaturą. Kontakty z wydawcami w Ameryce pozwalały mu ciągle na publikowanie opowiadań w jidysz, a otrzymywane honoraria – na godziwe życie na wolności. W 1934 r. ukazała się druga część jego autobiografii pt. Żywe grobowce. Książka sprzedawała się lepiej niż poprzednie, Urke Nachalnik stał się znany, szczególnie za wierne oddanie warunków życia w półświatku. Kolejne powieści Nachalnika – Rozpruwacze i W matni – ukazały się w 1937 r. Odtąd jego kariera literacka nabrała tempa, ale w 1939 r. została przerwana przez wybuch II wojny światowej.

## Dzieła
- Miłość przestępcy, M. Fruchtman, Warszawa 1933[2]
- Życiorys własny przestępcy, Tow. Opieki nad Więźniem „Patronat”, Warszawa 1933; Wydawnictwo Łódzkie, Łódź 1989
- Żywe grobowce, Towarzystwo Wydawnicze „Rój”, Warszawa 1934[3]
- Gdyby nie kobiety, M. Fruchtman, Warszawa 1938
- jid. ‏מײַן לעבנסוועג: פֿון דער ישיבֿה און תּפֿיסה ביז צו דער ליטעראטור‎ (Majn lebnsweg: fun der jesziwe un tfise biz cu der literatur), N. Szapiro, Warszawa 1938[4]
- jid. ‏מענטשן אָן אַ מאָרגן‎ (Menczn on a morgn; tyt. pol. Ludzie bez jutra), Wydawnictwo Herkules, Warszawa 1938[5]
- Rozpruwacze, M. Fruchtman, Warszawa 1938[6]
- W matni, M. Fruchtman, Warszawa 1938
- Wykolejeniec, Lwów 1939[7]

## Ekranizacja
Biografia Urke Nachalnika została przedstawiona przez Discovery Historia w krótkim filmie dokumentalnym.